# Diffidatio
 (novembre 2024).
En droit féodal, la diffidatio est une procédure formelle de rupture du lien vassalique.